# Corinne Winters
Corinne Winters (* 1983) ist eine US-amerikanische Opernsängerin (Sopran).

## Leben
Corinne Winters stammt aus einer Familie mit ukrainischen und aschkenasischen Wurzeln und wuchs in Frederick im US-Bundesstaat Maryland auf. Sie studierte an der Towson University, wo sie einen Bachelor of Science erwarb. Ein Studium am Peabody Conservatory schloss sie als Master of Music ab. An der Academy of Vocal Arts in Philadelphia war sie Resident Artist, bei den International Opera Awards 2014 war sie als Nachwuchssängerin des Jahres nominiert.

### Opernkarriere
2016 sang sie die Mélisande in Pelléas et Mélisande am Opernhaus Zürich und Fiordiligi in Così fan tutte am Royal Opera House in London, wo sie im Folgejahr als Violetta in La traviata auf der Bühne stand. Als Violette war sie außerdem unter anderem am Theater Basel, an der Seattle Opera und an der English National Opera zu erleben.
Im Sommer 2018 sang sie bei den Bregenzer Festspielen die Micaëla in Bizets Carmen. 2019 folgte die Rachel in La Juive an der Vlaamse Opera, im Dezember 2019 war sie in Halka von Stanisław Moniuszko am Theater an der Wien mit Piotr Beczała und Tomasz Konieczny in der Titelrolle zu erleben. 2020 gab sie die Titelrolle in Rusalka an der English National Opera.
In der Saison 2021/22 debütierte sie an der Oper Frankfurt als Jolanthe in der gleichnamigen Oper von Pjotr Iljitsch Tschaikowski, am Brüsseler Opernhaus La Monnaie/De Munt als Giorgetta und Suor Angelica in Puccinis Il trittico sowie am Grand Théâtre de Genève als Jenůfa. Am Teatro dell’Opera di Roma sang sie 2021 die Cio-Cio-San in Madama Butterfly. Im August 2022 gab sie ihr Debüt bei den Salzburger Festspielen und feierte als Katěrina in der Oper Káťa Kabanová von Leoš Janáček in einer Inszenierung von Barrie Kosky und unter der Leitung von Jakub Hrůša Premiere. Zu Ostern 2024 debütierte sie an der Wiener Staatsoper in der Titelpartie von Antonín Dvořáks Märchenoper Rusalka. Beim Festival d’Aix-en-Provence sang sie im Juli 2024 die Titelrolle in Iphigénie en Aulide und Iphigénie en Tauride von Christoph Willibald Gluck.

### Konzertsängerin
Als Konzertsängerin war sie unter anderem mit John Eliot Gardiner und Verdis Messa da Requiem auf Europa-Tournee. Mit dem Borusan Istanbul Philharmonic Orchestra war sie mit Les nuits d’été von Hector Berlioz zu erleben und mit den Bachianas Brasileiras von Heitor Villa-Lobos mit dem Ensemble True Concord.
Mit dem Tenor Matthew Polenzani gab sie ein Rezital, weitere Auftritte hatte sie unter anderem beim New York Festival of Song und beim Tucson Desert Song Festival. Gemeinsam mit Steven Blier veröffentlichte sie 2014 ihr Debütalbum Canción Amorosa: Songs of Spain mit spanischen Liedern.

## Repertoire (Auswahl)
- Georges Bizet – Carmen, Micaëla
- Claude Debussy – Pelléas et Mélisande, Mélisande
- Antonín Dvořák – Rusalka, Rusalka
- Antonín Dvořák – The spectre's bride, the bride
- Christoph Willibald Gluck – Iphigénie en Aulide, Iphigénie
- Christoph Willibald Gluck – Iphigénie en Tauride, Iphigénie
- Fromental Halévy – La Juive, Rachel
- Leoš Janáček – Jenůfa, Jenůfa
- Leoš Janáček – Káťa Kabanová, Katěrina
- Leoš Janáček – The cunning little vixen, Lišák
- Stanisław Moniuszko – Halka, Halka
- Wolfgang Amadeus Mozart – Così fan tutte, Fiordiligi
- Giacomo Puccini – Il trittico – Il tabarro, Giorgetta
- Giacomo Puccini – Il trittico – Suor Angelica, Suor Angelica
- Giacomo Puccini – Madama Butterfly, Cio-Cio-San
- Francis Poulenc – Dialogues des Carmelites, Blanche de La Force
- Pjotr Iljitsch Tschaikowski – Jolanthe, Jolanthe
- Giuseppe Verdi – La traviata, Violetta

## Auszeichnungen und Nominierungen (Auswahl)
- 2014: International Opera Awards 2014 – Nominierung in der Kategorie Nachwuchssängerin[4][5]
- 2023: International Opera Awards 2023 – Nominierung in der Kategorie Sängerin[13]
- 2025: Oper! Awards in der Kategorie Beste Sängerin[14][15]

## Diskografie (Auswahl)
- 2014: Canción Amorosa: Songs of Spain, gemeinsam mit Steven Blier, GPR Records